# 兵工物資
中國兵工物資集團有限公司，簡稱兵工物資（China Ordins Group Co., Ltd.），中國兵器工業集團旗下公司，是在2011年9月30日成立，由兵器工业部供销（局）公司、兵器工业部物资管理局、中国兵工物资总公司、第五机械工业部物资局組成，董事長為安富荣，總經理白长治。至於總部為北京市。
其主要業務汽油、煤油、柴油批发（兵工系统内）；经营危险化学品；批发定型包装食品、副食品；金属材料、重油、机电产品、成套设备、建筑材料、化工产品（危险化学品除外）、汽车的销售；进出口业务；与上述业务相关的技术咨询、信息服务；五金交电、针纺织品、橡胶制品、塑料制品、电子产品及通信设备、体育用品、服装、百货、皮革及制品、文教用具、纸、纸制品的销售；电子产品的研发、生产及销售；摩托车的维修及租赁。

## 外部連結
- 中國兵工物資集團有限公司 （页面存档备份，存于）